# (1858) Lobachevskij
(1858) Lobachevskij – planetoida z pasa głównego asteroid okrążająca Słońce w ciągu 4,44 lat w średniej odległości 2,7 j.a. Została odkryta 18 sierpnia 1972 roku w Krymskim Obserwatorium Astrofizycznym w Naucznym przez Ludmiłę Żurawlową. Nazwa planetoidy pochodzi od Nikołaja Łobaczewskiego – rosyjskiego matematyka.